# 大森山 (鹿角市)
大森山（おおもりやま）は、秋田県鹿角市にある標高549mの山。

## 概要
銅山川（米代川水系）の上流域にある。尾去沢鉱山の中心的存在なので、「大森親山」とも呼ばれている。
周囲にはいくつもの山が連なるほか、数々の沢が流れている。かつてこれらの山や沢からは、金や銅などの良質な鉱石が採掘されていた。
水晶山付近から登山路が設けられている。なお、頂上は樹木が茂っているため眺望はよくない。
大森山の東側山麓には、秋田県鹿角市遺跡詳細分布調査報告書記載の茶臼館跡・上山館跡（中世）などの遺跡がある。

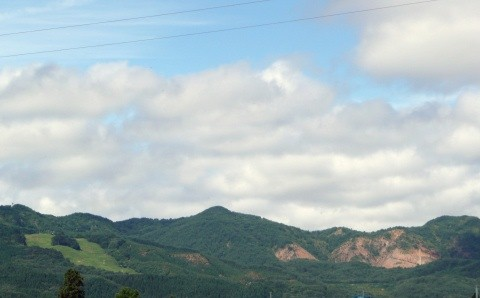
広角

## 伝承
尾去沢鉱山に関する言い伝えに、「光る怪鳥」などがある。

## 近くの山
- 三ノ岳
- 竜ヶ森